# Salisnytschne (Synelnykowe)
Salisnytschne (ukrainisch Залізничне; russisch Зализничное Salisnitschnoje) ist eine Siedlung städtischen Typs in der Ukraine mit etwa 210 Einwohnern (2018).
Die Siedlung liegt im Rajon Synelnykowe in der zentralukrainischen Oblast Dnipropetrowsk 9 km nordwestlich vom Rajonzentrum Petropawliwka.
Der frühere Name des Ortes Brahyniwka (ukrainisch Брагинівка; russisch Брагиновка Braginowka) leitete sich vom Bolschewikenkämpfer I. P. Brahina (І. П. Брагіна) ab. Am 19. Mai 2016 wurde der Ort im Zuge der Dekommunisierung in der Ukraine auf den Namen Salisnytschne umbenannt.
Am 12. Juni 2020 wurde die Siedlung ein Teil der neugegründeten Siedlungsgemeinde Petropawliwka, bis dahin war sie ein Teil der Siedlungsratsgemeinde Petropawliwka im Zentrum des Rajons Petropawliwka.
Am 17. Juli 2020 kam es im Zuge einer großen Rajonsreform zum Anschluss des Rajonsgebietes an den Rajon Synelnykowe.